# Mike Vrabel
Michael George „Mike“ Vrabel (* 14. August 1975 in Akron, Ohio) ist ein ehemaliger US-amerikanischer American-Football-Spieler auf der Position des Linebackers. Er spielte bei den Pittsburgh Steelers, den New England Patriots und den Kansas City Chiefs in der National Football League (NFL). Nach seiner aktiven Karriere wurde er Trainer und war von Januar 2018 bis Januar 2024 Head Coach der Tennessee Titans.  Seit Januar 2025 ist er Head Coach bei den New England Patriots.

## Karriere

### Karriere als Spieler
Vrabel besuchte die Ohio State University und spielte dort für die Ohio State Buckeyes in der Defensive Line. Beim NFL Draft 1997 wurde er in der dritten Runde von den Pittsburgh Steelers ausgewählt. Dort wurde er allerdings immer nur als Backup eingesetzt. Deswegen wechselte er nach vier Jahren bei den Steelers zu den New England Patriots. Dort wurde er hauptsächlich als Linebacker eingesetzt, kam aber auch manchmal als Tight End zum Einsatz. Mit den Patriots konnte Vrabel einige Erfolge feiern. So gewann er insgesamt dreimal den Super Bowl: 2002, 2004 und 2005. 2007 wurde Vrabel ins First Team All-Pro berufen und in den Pro Bowl gewählt. 2009 wurde er zusammen mit Matt Cassel zu den Kansas City Chiefs getraded. Die Patriots erhielten dafür einen Zweitrundendraftpick, mit dem sie später Patrick Chung drafteten. Bei den Chiefs spielte Vrabel noch zwei Jahre, ehe er 2010 seine aktive Karriere beendete.

### Karriere als Trainer
Seit dem Ende seiner Spielerlaufbahn ist Vrabel als Trainer tätig. Er trainierte die Ohio State Buckeyes seit Juli 2011 zuerst als Trainer der Linebacker und von 2012 bis 2013 als Trainer der Defensive Line. Am 10. Januar 2014 wurde er als Trainer der Linebacker bei den Houston Texans eingestellt. 2017 übernahm er die Position des Defensive Coordinators bei den Texans.
Am 20. Januar 2018 wurde er von den Tennessee Titans als Head Coach eingestellt. In seinen beiden ersten Jahren führte er die Titans zu 9 Siegen, denen 7 Niederlagen gegenüberstanden. 2019 konnten sie jedoch als Zweitplatzierte der AFC South in die Playoffs einziehen. Dort schlugen sie überraschend zunächst den aktuellen Super Bowl Sieger New England Patriots und danach die hoch favorisierten Baltimore Ravens, ehe sie im AFC Championship Spiel am späteren Super Bowl Sieger, den Kansas City Chiefs, scheiterten. In der Saison 2021 wurde Vrabel als AP NFL Coach of the Year ausgezeichnet.
Am 9. Januar 2024 trennten sich die Titans von Vrabel nach der Regular Season (Bilanz: 6-11) und dem letzten Platz in der AFC South.
Am 12. Januar 2025 nahmen die New England Patriots Vrabel als neuen Head Coach unter Vertrag.

## Persönliches
Sein Sohn Tyler Vrabel spielte von 2022 bis 2023 als Offensive Tackle bei den Atlanta Falcons.